# Lucimara Silvestre
Lucimara Silvestre da Silva (Lucélia, 10 de julho de 1985) é uma atleta brasileira, especialista no heptatlo.
Lucimara começou treinando salto em distância e salto em altura. Aos 14 anos de idade, começou os 100 metros com barreiras. Em 2005 começou a disputar o heptatlo, vencendo o Troféu Brasil de Atletismo em julho do mesmo ano com um total de 5378 pontos. Em 2006, ela foi campeã nos Jogos da Lusofonia nos 100 m com barreiras, fazendo uma marca de 13s57.
Nos Jogos Pan-Americanos do Rio, em 2007, Lucimara Silvestre conquistou a medalha de bronze no heptatlo, ao terminar a competição com 5873 pontos.
Em 2008, Lucimara era a número um do Brasil na prova. Nos Jogos Olímpicos de Pequim 2008 apesar de alcançar apenas a 17ª colocação, bateu o recorde sul-americano do heptatlo com a marca de 6076 pontos, que pertencia a Conceição Geremias (6017 pontos) obtida nos Jogos Pan-Americanos de 1983 .
Em 2011, Lucimara conquistou a medalha de ouro do heptatlo nos Jogos Pan-Americanos de Guadalajara 2011, ao somar 6133 pontos, sua melhor marca pessoal até o momento, estabelecendo também um novo recorde sul-americano. À epoca, seu treinador era Dino Cintra..
Em 2012, Lucimara voltou a melhorar o próprio recorde sul-americano, com a marca de 6160 pontos conquistada no  Campeonato Ibero-Americano, disputado em Barquisimeto, Venezuela. Com essa marca, ela ficou a 33 pontos do índice exigido para disputar os Jogos Olímpicos de Londres 2012 (6193 pontos).  Sua última chance de obter o índice foi no Troféu Brasil de Atletismo, em São Paulo, onde ela foi campeã pela quinta vez no heptatlo, porém marcando 6026 pontos, abaixo do índice exigido pela Confederação Brasileira de Atletismo. 

## Doping
Em 2009 Lucimara foi envolvida, juntamente com outros atletas e o técnico Jayme Netto, no maior escândalo de doping do atletismo brasileiro. Foi punida pela Confederação Brasileira de Atletismo em dois anos de suspensão pelo uso de EPO.

## Marcas
- 2005 - Troféu Brasil: 5378 pontos
- 2007 - Jogos Pan-Americanos do Rio: 5873 pontos
- 2008 - Campeonato Ibero-Americano de Atletismo: 5739 pontos
- 2008 - Copa Pan-americana de Provas combinadas: 5906 pontos
- 2008 - Jogos Olímpicos Pequim 2008: 6076 pontos
- 2011 - Jogos Pan-Americanos de Guadalajara 2011: 6133 pontos
- 2012 - Campeonato Ibero-Americano de Atletismo: 6160 pontos